# Судмаліс Імант Янович
Імант Янович Судмаліс  (нар. 18 березня 1916 — 25 травня 1944) — латиський радянський комсомольський активіст та підпільник-партизан у роки німецько-радянської війни. Герой Радянського Союзу (1957, посмертно).

## Життєпис
Народився 18 березня 1916 року в місті Цесіс у Латвії в родині службовця. Латиш. Жив у місті Лієпая. Вчився в технікумі.
З червня 1940 року перший секретар Лиєпаського укому комсомолу і член ЦК комсомолу Латвійської РСР.
У червні 1941 року очолив комсомольський винищувальний загін для оборони Лієпаї. Один із організаторів партизанського руху. Брав участь в організації бойових операцій.
В 1943 році керував комсомольським підпіллям у Ризі, організував 13 листопада 1943 року підрив міни на Домській площі в день проведення мітингу.
18 січня 1944 року був схоплений гестапо і 25 травня 1944 року страчений.
Звання Героя Радянського Союзу присвоєно 23 жовтня 1957 року, посмертно. Був також нагороджений двома орденами Леніна та орденом Червоної Зірки.
Похований у Ризі.

## Вшанування пам'яті
За радянського періоду на честь Іманта Судмаліса були встановлені пам’ятники в містах Лієпая, Цесіс, Вентспілс, меморіальна дошка – на вулиці його імені у Мінську. Тоді ж його ім'ям у Латвійській РСР були названі деякі школи, піонерські дружини та ін.